# مگس‌گیر سربی
مگس‌گیر سُربی (نام علمی: Myiagra rubecula) نام یک گونه از سرده مگس‌گیرهای نوک‌پهن است.